# Assens (Danimarca)
Assens è un centro abitato della Danimarca situato nella regione della Danimarca Meridionale. È capoluogo del comune omonimo.

## Geografia
La cittadina è situata sulla costa orientale dell'isola di Fionia 34 km a sudovest di Odense. Si affaccia sul Piccolo Belt e dispone di un porto commerciale e di uno turistico.
Da Assens partono le imbarcazioni dirette all'isola di Bågø.